# می وست
مِی وست (به انگلیسی: Mae West) ‏(۱۷ اوت ۱۸۹۳ – ۲۲ نوامبر ۱۹۸۰) (زاده: مری جین وست) هنرپیشه، آوازه‌خوان، فیلم‌نامه‌نویس، نمایشنامه‌نویس و کمدین آمریکایی بود. وی از سرشناس‌ترین هنرپیشه‌های دهه ۳۰ میلادی است. وست که از اوان دهه ۲۰ در کارهای نمایشی به تثبیت رسیده بود، از وودیل و تئاتر برادوی به هالیوود پیوست و به مدت ۱۰ سال تحت قرارداد کمپانی پارامونت درآمد. او مجدداً از اواسط دهه ۴۰ به صحنه تئاتر بازگشت. اگرچه، پس از آن هم فعالیت‌های اندکی در سینما و تلویزیون داشت. کارنامه هنری وی تقریباً به مدت ۷ دهه به طول انجامید.
او در فیلم میرا برکینریج بازی کرده‌است.

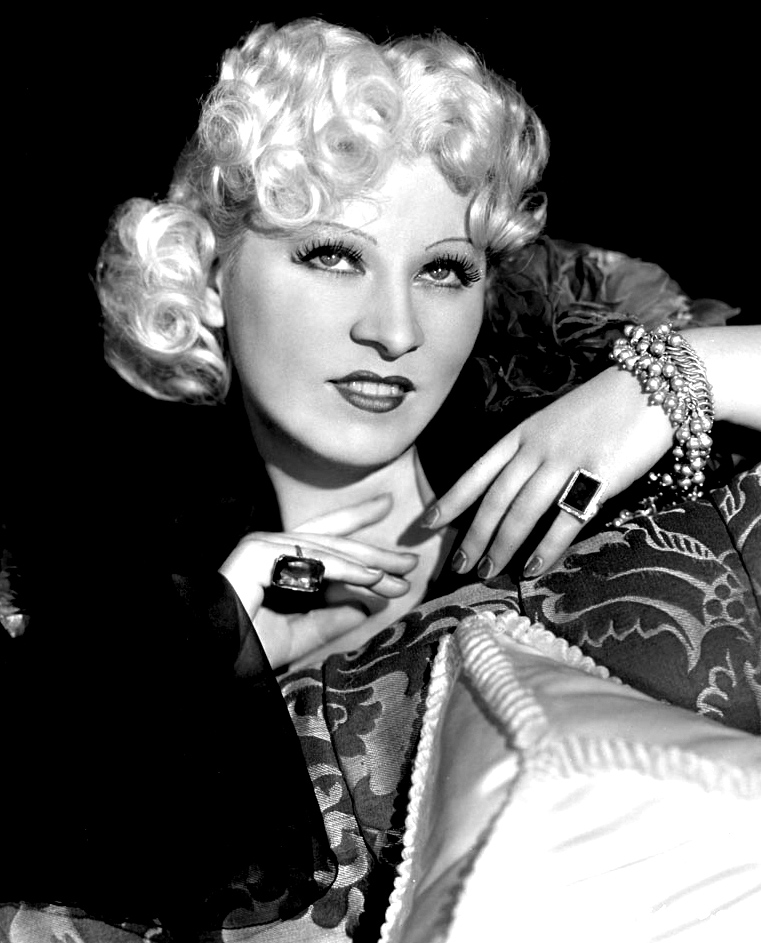
می وست در سال ۱۹۳۶